# Endonucléase
Une endonucléase est une nucléase, qui coupe un acide nucléique en fragments plus courts. Les endonucléases sont capables de couper au milieu de la chaîne, par opposition aux exonucléases qui n'attaquent que les nucléotides situés aux extrémités des fragments.
Certaines endonucléases dites endonucléases de restriction sont des enzymes de restriction qui coupent un brin d'ADN bicaténaire en des endroits caractérisés par une séquence spécifique de nucléotides : le site de restriction. On parle de digestion de l'ADN.
Dans la nomenclature EC, ces enzymes sont classées dans les groupes allant de EC3.1.21 à EC3.1.27, les cinq premiers correspondant à des endodésoxyribonucléases et les deux derniers à des endoribonucléases.

## Utilisations

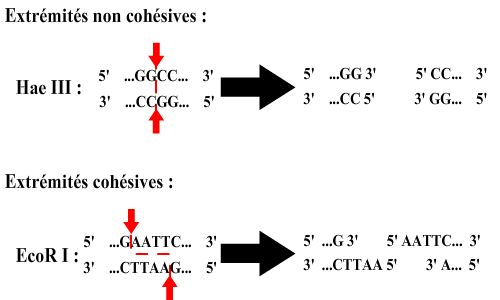
Création d'extrémités cohésives ou non

Une fois le brin d'ADN clivé, on peut se trouver dans deux cas :
- extrémité cohésives,à bords francs, l'enzyme coupe au même endroit sur les 2 brins comme c'est cas pour Hae III qui coupe GG/CC. Dans ce cas les brins ainsi créés ne peuvent pas se réapparier.
- extrémités cohésives, à bords collants, l'enzyme de restriction ne coupe pas au milieu de sa séquence de restriction, comme c'est le cas pour Eco RI qui reconnait la séquence G/AATTC.

À partir d'extrémité non cohésives identiques, il est possible d'assembler deux fragments d'ADN avec l'utilisation d'une ligase. Ceci peut servir par exemple pour insérer une séquence d'ADN dans un plasmide pour générer un vecteur d'expression.
Cas9 est une endonucléase utilisée pour modifier facilement et rapidement le génome des cellules animales et végétales